# کنتا شیمیزو
کنتا شیمیزو (انگلیسی: Kenta Shimizu؛ زادهٔ ۱۸ سپتامبر ۱۹۸۱) بازیکن فوتبال اهل ژاپن است.
از باشگاه‌هایی که در آن بازی کرده‌است می‌توان به باشگاه فوتبال کاشیوا ریسول اشاره کرد.